# Costa mot Enel
Costa mot Enel, eller mål 6/64, var ett rättsfall vid EG-domstolen som inleddes efter en begäran om förhandsavgörande från den italienska domstolen Giudice Conciliatore i Milano den 16 januari 1964 och som avgjordes genom en dom den 15 juli 1964. Rättsfallet rörde tolkningen av flera bestämmelser i fördraget om upprättandet av Europeiska ekonomiska gemenskapen (EEG-fördraget), särskilt huruvida dessa hade direkt effekt och företräde framför eventuellt motstridande nationell rätt. Genom sin dom fastslog EG-domstolen företrädesprincipen, det vill säga att gemenskapsrätten, sedermera unionsrätten, äger företräde framför nationell rätt om en bestämmelse i den nationella lagstiftningen skulle visa sig vara oförenlig med den.
Domen var banbrytande eftersom den fastställde en rättspraxis som innebär att nationella domstolar och andra myndigheter måste underlåta att tillämpa nationella bestämmelser som strider mot unionsrätten. Genom senare rättspraxis har EG-domstolen, sedermera EU-domstolen, konstaterat att detta även gäller bestämmelser i de nationella konstitutionerna eller grundlagarna.
Tillsammans med principen om direkt effekt har domen haft stor betydelse för utvecklandet av unionsrätten som en självständig rättsordning i internationell rätt.

## Bakgrund
Genom lag nr 1643 av den 6 december 1962 och tillhörande dekret beslutade Italien att förstatliga produktionen och distributionen av elektricitet i slutet av 1962. Som en del av detta bildades ett statligt bolag, Enel, för att överta tillgångarna från tidigare privata bolag på elmarknaden. I protest mot förstatligandet vägrade Milanobon tillika juristen Flaminio Costa att betala sin första räkning från Enel. Han menade att hans avtal med det tidigare privata elbolaget Edison Volta liksom hans innehav av aktier i detta bolag inte hade övertagits av Enel på ett lagenligt sätt eftersom förstatligandet, enligt honom, stred mot EEG-fördragets bestämmelser om den gemensamma marknaden. En rättsprocess inleddes följaktligen vid den italienska domstolen Giudice Conciliatore i Milano mellan Costa och Enel.
Costa begärde att den italienska domstolen skulle hänvisa målet till både den italienska författningsdomstolen och EG-domstolen för yttranden. Domstolen hänvisade dock målet endast till författningsdomstolen, som i en dom den 24 februari 1964 konstaterade att artikel 11 i den italienska konstitutionen förvisso gav parlamentet rätt att anta lagar som innebar en överföring av befogenheter till en internationell organisation, men att sådana lagar inte hade företräde framför andra lagar. En senare antagen lag, såsom 1962 års lag om förstatligandet av elmarknaden, ansågs enligt författningsdomstolen därför ha företräde framför 1957 års lag varigenom EEG-fördraget hade ratificerats av Italien.
Parallellt med denna domstolsprocess vägrade Costa att betala sin andra räkning från Enel, vilket ledde till ett nytt mål vid Giudice Conciliatore i Milano, men med en annan domare. Denna domare beslutade att återigen hänvisa målet till den italienska författningsdomstolen, men denna gång även till EG-domstolen för att få tolkat om lagen om förstatligandet av elmarknaden var förenlig med EEG-fördragets bestämmelser om kommersiella monopol, etableringsrätt, konkurrens och statsstöd inom gemenskapen.

## Begäran om förhandsavgörande och förhandlingar
Giudice Conciliatore i Milano beslutade den 16 januari 1964 att begära ett förhandsavgörande från EG-domstolen. Begäran avsåg tolkning av artiklarna 102, 93, 53 och 37 i EEG-fördraget utifrån att domstolen hade
| ”                                                   | beaktat artikel 177 i fördraget av den 25 mars 1957 om upprättandet av Europeiska ekonomiska gemenskapen, införlivat med den italienska lagstiftningen genom lag nr 1203 av den 14 oktober 1957, och beaktat påståendet att lag nr 1643 av den 6 december 1962 och de presidentdekret som antagits för att genomföra denna lag ... strider mot artiklarna 102, 93, 53 och 37 i fördraget. | „ |
| – Utdrag ur domen i målet Costa mot Enel (mål 6/64) | |   |

Utöver parterna i det nationella målet inkom Italiens regering samt Europeiska ekonomiska gemenskapens kommission med yttranden under förhandlingarna i EG-domstolen. Italiens regering menade att EG-domstolen saknade behörighet att pröva målet eftersom det, enligt regeringen, redan stod klart efter domen av den italienska författningsdomstolen att den italienska lagen om förstatligandet av elmarknaden ägde företräde framför lagen om ratificering av EEG-fördraget. Regeringen menade att EG-domstolen saknade behörighet att tillämpa fördraget på ett enskilt fall och avgöra om en nationell åtgärd var förenlig med fördraget.
Ansvarig generaladvokat Maurice Lagrange avlade ett icke-bindande förslag till avgörande i målet den 25 juni 1964. Han avfärdade invändningarna från Italiens regering och menade att EG-domstolen var behörig att meddela ett förhandsavgörande. Samtidigt argumenterade han för att vissa av de tolkade bestämmelserna i EEG-fördraget kunde anses ha direkt effekt, medan andra inte kunde anses ha det. Vidare menade han att den gemensamma marknaden krävde ett enhetligt regelverk och att gemenskapsrätten, sedermera unionsrätten, därför behövde betraktas som en självständig rättsordning med företräde framför de nationella rättsordningarna. Annars, menade han, skulle reglerna kunna åsidosättas av medlemsstaterna utifrån deras eget godtycke. Vidare hänvisade han till att vissa medlemsstater, däribland Frankrike, hade konstitutionella bestämmelser som föreskrev att ett internationellt avtal endast fick tillämpas i landet om det tillämpades ömsesidigt av övriga avtalsparter. Skulle Italien tillåtas att tillämpa lagstiftning i strid med EEG-fördraget skulle fördragets rättsverkan i andra medlemsstater således också kunna komma att ifrågasättas. Generaladvokaten kom därmed till slutsatsen att gemenskapsrätten måste anses ha företräde framför nationell rätt om den ska kunna fylla sin avsedda funktion.

## Domen i målet
EG-domstolen meddelade sitt förhandsavgörande genom dom den 15 juli 1964. I enlighet med generaladvokatens förslag till avgörande konstaterade domstolen att den var behörig att pröva målet. Den menade att den förvisso saknade behörighet att ogiltigförklara en nationell bestämmelse, men att den var skyldig att lämna ett svar till den nationella domstolen för att vägleda denna i bedömningen av hur det nationella målet skulle avgöras.
Vidare konstaterade domstolen att EEG-fördraget innebar en överföring av rättigheter och skyldigheter från medlemsstaterna till gemenskapen som en medlemsstat inte kunde åsidosätta på egen hand:
| ”                                                   | Den överföring som staterna företagit från sin nationella rättsordning till förmån för gemenskapsrättsordningen av rättigheter och skyldigheter i överensstämmelse med fördragets bestämmelser, medför således en definitiv inskränkning av staternas suveräna rättigheter. En senare ensidig rättsakt som är oförenlig med gemenskapsbegreppet kan inte gälla framför denna inskränkning. | „ |
| – Utdrag ur domen i målet Costa mot Enel (mål 6/64) | |   |

Därmed fastställde EG-domstolen företrädesprincipen. Samtidigt konstaterade domstolen att artiklarna 102 och 93 saknade direkt effekt eftersom de endast innebar en skyldighet för medlemsstaterna att, under vissa omständigheter, samråda med Europeiska ekonomiska gemenskapens kommission. Artiklarna kunde därför inte åberopas av Flaminio Costa i det nationella målet. I motsats till detta menade domstolen däremot att artiklarna 53 och 37 om etableringsrätt och kommersiella monopol gav upphov till rättigheter för enskilda, men att dessa rättigheter i princip var begränsade till att förbjuda medlemsstaterna från att diskriminera mellan medborgare från olika medlemsstater. Huruvida detta var fallet i det nationella målet överläts till den nationella domstolen, Giudice Conciliatore i Milano, att pröva mot bakgrund av EG-domstolens förhandsavgörande.

## Betydelse
Även om EG-domstolens förhandsavgörande ledde till att Flaminio Costa förlorade det nationella målet var förhandsavgörandet avgörande för framväxten av företrädesprincipen. Därigenom skapades också möjligheten för enskilda att åberopa bestämmelser i unionsrätten inför nationella domstolar, även i de fall dessa bestämmelser är oförenliga med nationell rätt. På så sätt kan unionsrätten upprätthållas direkt i allmän domstol, utan att Europeiska kommissionen måste väcka talan om fördragsbrott vid EU-domstolen.